# Dora (roman)
Dora (COBISS) je povest pisateljice Pavline Pajkove. Izšla je leta 1885 v Slovenskih večernicah pri Družbi sv. Mohorja. 

## Vsebina
Dora živi srečno mladost skupaj z očetom, služkinjo Jerico in bratom Lojzetom, ki študira v mestu. Po očetovi smrti, ki mu kmalu sledi tudi Lojze pa postane sirota. Doro vzamejo k sebi premožni Mlinarjevi, kjer pa jo mati in starejša hči Minka prezirata. Ko Minka dokonča šolanje v mestu, ji začnejo doma iskati ženina. V hišo prihajata dva kandidata, eden od njiju, Florjan, ki je znan predvsem po hitri jezi in pretepanju, se ozira za Doro. To Minko razjezi in Dora se mora po krivem obtožena zateči k župniku. Na koncu se odloči in se poroči s Florjanom, ki je do nje dober, a se ne more otresti svoje narave. V nekem pretepu umre in Dora ostane sama s sinčkom Lojzkom. Nad Mlinarjeve se zgrne nesreča, Dora pa srečno živi vse dokler ji sin ne utone. Nekega dne na pokopališču sreča v cunje zavito Minko, ki ji skesana pove, da je ona zvabila njenega sina k vodi. Dora ji odpusti in jo povabi k sebi na dom, da bi pomagala ostareli Jeri, s katero sedaj živita skupaj. Minka ponudbo sprejme in postane čisto drugi človek. Dora pa umre med molitvijo na grobovih svojih dragih.   